# Poriferisphaera
Poriferisphaera ist eine Gattung von Bakterien in der Familie Phycisphaeraceae in der Klasse Phycisphaerae des Phylums Planctomycetota.

## Beschreibung

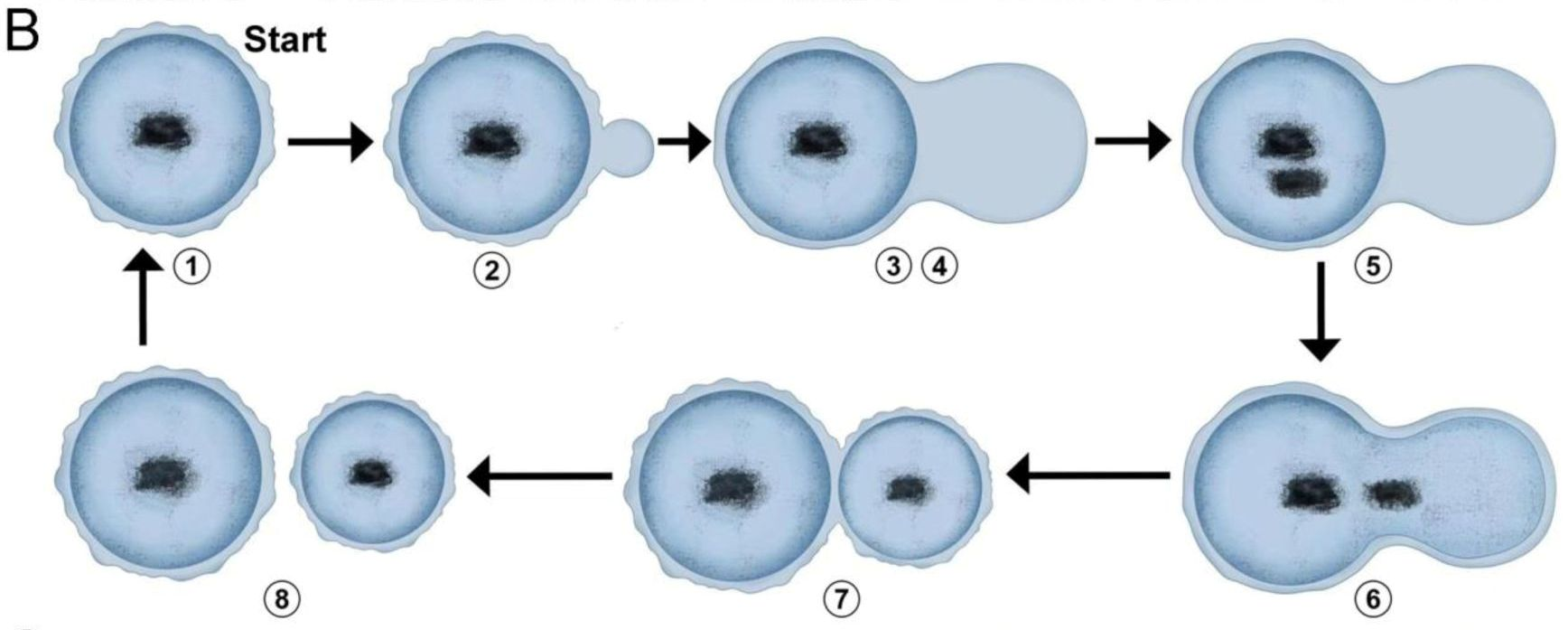
Zellteilungs-Modus, wie er per Transmissionselektronenmikroskop am Beispiel des „P. heterotrophicis“-Stammes ZRK32 beobachtet wird (Schemazeichnung).

Die Mitglieder der Gattung bilden kugelförmige und bewegliche (motile) Zellen. Die Zellen sind aerobe Heterotrophe mit einem mesophilen und neutrophilen Wachstumsprofil und haben als Vertreter der Klasse Phycisphaerae im Gegensatz zu anderen Planctomycetota weder kraterförmige Strukturen (crateriform structures), noch Stielstruktur (stalk structure oder Haltestruktur (holdfast structure).
Die Zellen vermehren sich über einen speziellen Knospungs-Modus.

## Artenliste
Die gegenwärtig akzeptierte Taxonomie basiert auf der List of Prokaryotic names with Standing in Nomenclature (LPSN) und dem National Center for Biotechnology Information (NCBI). Ergänzungen nach der Genome Taxonomy Database (GTDB), Stand 18. November 2023:
Familie: Phycisphaeraceae Fukunaga et al. 2010
- Gattung: Poriferisphaera Kallscheuer et al. 2021
  - Poriferisphaera corsica Kallscheuer et al. 2021 inkl. Planctomycetes bacterium KS4 (Typus)[4]
    - Referenzstamm: KS4 alias DSM 103958 oder BCCM/LMG 29824 (NCBI, GTDB, LPSN)

  - „Poriferisphaera heterotrophicis“ Zheng et al. 2023[5] syn. Poriferisphaera sp016350165 (GTDB) und Planctomycetota bacterium strain ZRK32 (NCBI)[6]
    - Referenzstamm: ZRK32 (GTDB, NCBI)[6]
- Algisphaera
- Mucisphaera
- Phycisphaera
- nicht kultivierte Mitglieder ohne Gattungszuordnung mit vorläufiger Bezeichnung
  - Planctomycete GMD14H07[7][4]

## Etymologie
Die Bezeichnung der Gattung Poriferisphaera leitet sich ab von neulateinisch Porifera, der wissenschaftlichen Bezeichnung des Phylums der Schwämme; sowie von altgriechisch σφαῖρα sphaîra, lateinisch sphaera, deutsch ‚Sphäre‘, ‚Hülle‘, ‚Ball‘, ‚Kugel‘. Poriferisphaera verweist daher auf kugelförmige Bakterien, die mit Schwämmen assoziiert sind (zumindest die Typusart) und von ihnen erstmals isoliert wurden.
Das Art-Epitheton corsica der Typusspezies ist die neulat. Bezeichnung der Mittelmeerinsel Korsika, vor deren Küste die Art P. corsica erstmals (in Schwämmen) isoliert wurde.
Das Art-Epitheton heterotrophicis verweist auf die heterotrophe Lebensweise der Art P. heterotrophicis.

## Poriferisphaera corsica

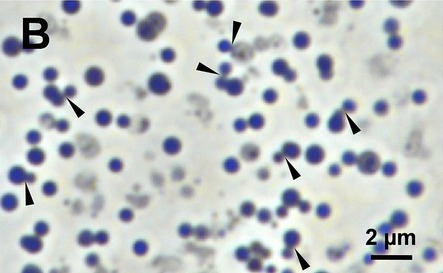
P. corsica KS4 im Lichtmikroskop. Pfeilspitzen zeigen auf knospende Zellen.

Die Erstbeschreibung der Gattung Poriferisphaera und ihrer Typusart P. corsica erfolgte im Jahr 2020 durch Nicolai Kallscheuer et al. anhand  des Referenzstamms KS4. Dieser stammt aus Kalkschwämmen der Spezies Clathrina clathrus (Fam. Clathrinidae), gefunden im September 2015 vor der Insel Korsika (auf der Nordwestseite in der Nähe von Calvi).

### Morphologie

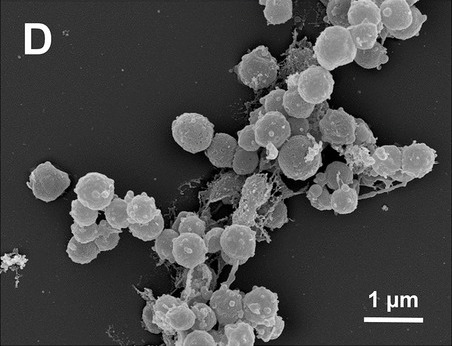
EM-Aufnahme von P. corsica KS4.

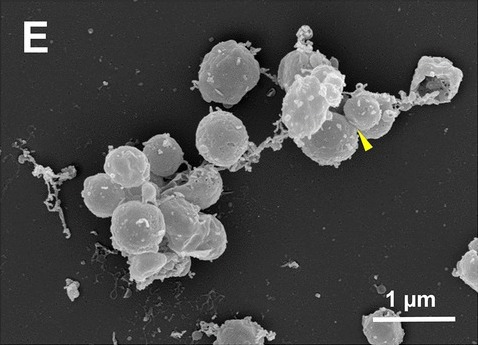
EM-Aufnahme von P. corsica KS4. Pfeilspitzen zeigen auf knospende Zellen.

Die Zellen des Referenzstamms KS4 von P. corsica sind mit einem Durchmesser von 0,63 ± 0,21 μm eher klein. Sie sind kugelförmig und motil (beweglich). Sie bilden größere, weiße Aggregate (Zellkolonien) auf festem Medium. Die Zelloberfläche ist rau und typischerweise mit auffälligen äußeren Membranbläschen (Vesikeln) bedeckt.
Typische Merkmale vieler anderer Planctomyceten, wie kraterförmige Strukturen (crateriform structures), eine Stielstruktur (stalk structure) und die Haltestruktur (holdfast structure), wurden beim Stamm KS4 nicht beobachtet.
Dies steht jedoch im Einklang mit der phylogenetischen Stellung in der Planctomyceten-Klasse Phycisphaerae, deren bekannten Mitglieder ebenfalls weder Stiel noch eine Haltevorrichtung aufweisen. Der Stamm KS4T ist nicht pigmentiert.
Licht- und elektronenmikroskopische Aufnahmen zeigen, dass sich der Stamm KS4 durch eine spezielle Form der Knospung (budding) teilt.
Während im Anfangsstadium der Zellteilung im Lichtmikroskop große Unterschiede in der Zellgröße von Mutter- und Tochterzellen deutlich zu erkennen sind, erreichen Im Endstadium die kugelförmigen Mutter- und Tochterzellen gleiche Größe, so dass dann nicht mehr zwischen Knospung und Zweiteilung (Schizotomie) unterschieden werden kann.

### Kultivierung
Das Wachstum des Referenzstamms KS4 ist im Temperaturbereich von 15–30 °C möglich, bei einer optimalen Temperatur von 27 °C, der pH-Wert muss im Bereich 6,5–8,0 (optimal 7,5) liegen (planktonisch). Die Generationszeit (Verdopplungszeit) beträgt 24 Stunden.

### Genom
Die Genomgröße des Referenzstamms KS4 beträgt 4,29 Mbp (Megabasenpaare), der G+C-Gehalt liegt bei 48,7 %, während die Phycisphaeraceae-Art Phycisphaera mikurensis 73 % aufweist.
Die höchste Sequenzähnlichkeit (88 %) der V3-Region der 16S-rRNA wurde bei dem nicht kultivierten Planctomycetenstamm GMD14H07 aus dem bakteriellen Plankton der Sargassosee festgestellt. Die Sequenzähnlichkeit der vollen 16S-rRNA war mit 85 % noch geringer und schließt daher wahrscheinlich eine Verwandtschaft auf Gattungs- oder Artniveau aus.

### Forschungsgeschichte und Intention

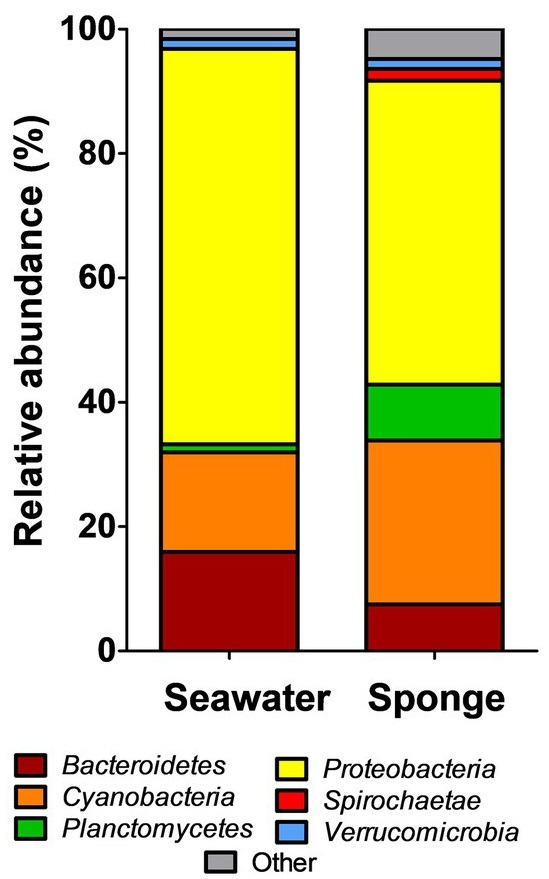
Zusammensetzung der Bakteriengemeinschaft auf Phylum-Ebene assoziiert mit dem Kalkschwamm Clathrina clathrus (kultivierungsunabhängige Analyse, rechts) im Vergleich zum umgebenden Meerwasser (links). Die Proben wurden in der Nähe von Calvi an der Nordküste der Insel Korsika entnommen.

Bisherige Studien zu Schwämmen wie Kalkschwämmen wie Clathrina clathrus und Leuconia johnstoni deuteten auf Gammaproteobacteria und Alphaproteobacteria (inkl. der Verwandtschaftsgruppe von Roseobacter, die Roseobacteraceae) als am häufigsten vertretene Bakteriengruppen hin, gefolgt von Bacteroidetes, Actinobacteria und Bacillota (früher Firmicutes).
Die herkömmlichen Methoden können jedoch nicht ohne Weiteres auf Planctomyceten (Planctomycetota) angewendet werden, da die herkömmlichen 16S-rRNA-Genprimer nicht geeignet (kompatibel) für diese Gruppe sind. Zudem sind schnell wachsende Bakterien wesentlich leichter kultivierbar und nachweisbar als langsam wachsende wie die Planctomyceten, wodurch eine Verzerrung (Bias) entsteht.
Die Mitglieder der Klasse Planctomycetia haben derzeit (2020) innerhalb des Phylums der Planctomyceten die höchste Anzahl an beschriebenen Arten und sind häufig auf biotischen und abiotischen Oberflächen im  Meer zu finden.
Kallscheuer et al. (2020) wollten daher diese Ergebnisse anhand moderner kultivierungsunabhängiger Methoden insbesondere im Hinblick auf Vertreter dieser Bakteriengruppe  zu überprüfen.
Eine ähnliche Studie zeigte, hatte bereits zuvor gezeigt, dass Mitglieder des Phylums der Spirochäten in beträchtlicher Zahl in mit C. clathrus assoziierten Gemeinschaften vorkommen können, obwohl sie in früher durchgeführten Analysen nicht erfasst wurden.
Die Auswertung der so erhaltenen Daten auf Phylum-Ebene durch diese Autoren bestätigte einerseits frühere Beobachtungen, dass Pseudomonadota (Proteobakterien) sowohl in der mit C. clathrus assoziierten Gemeinschaft als auch im umgebenden Meerwasser das häufigste Phylum sind.
Die kultivierungsunabhängige Analyse deutete insgesamt wie vermutet auf eine größere Vielfalt hin, als der frühere, auf kultivierten Isolaten basierende Ansatz vermuten ließ.
Die Phyla der Cyanobakterien und Planctomyceten wiesen die zweit- und dritthöchste relative Häufigkeit in der mit C. clathrus assoziierten Gemeinschaft auf.
Die Mehrzahl der erhaltenen Sequenzen konnte dabei zwei Planctomyceten-Familien zugeordnet werden, nämlich Pirellulaceae (53 %) und Planctomycetaceae.
Auch das Vorkommen von Spirochäten in der Schwamm-assoziierten Bakteriengemeinschaft passte zu den früher veröffentlichten Ergebnissen.
Auch andere Bakterienphyla, wie Verrucomicrobiota, waren in den Proben vertreten.
Zudem gelang es dem Team, einen mit KS4 bezeichneten und mit C. clathrus assoziierten Planctomyceten-stamm in einer axenischen Kultur (Reinkultur) zu isolieren und zu charakterisieren.
Dieser Stamm war damit der erste Vertreter der Planctomyceten, der aus einem Kalkschwamm isoliert wurde. Die vergleichenden Genomanalysen führten zur Einrichtung einer neuen Gattung Poriferisphaera mit Typusart P. corsica mit diesen Stamm als Referenzstamm KS4T.

## „Poriferisphaera heterotrophicis“

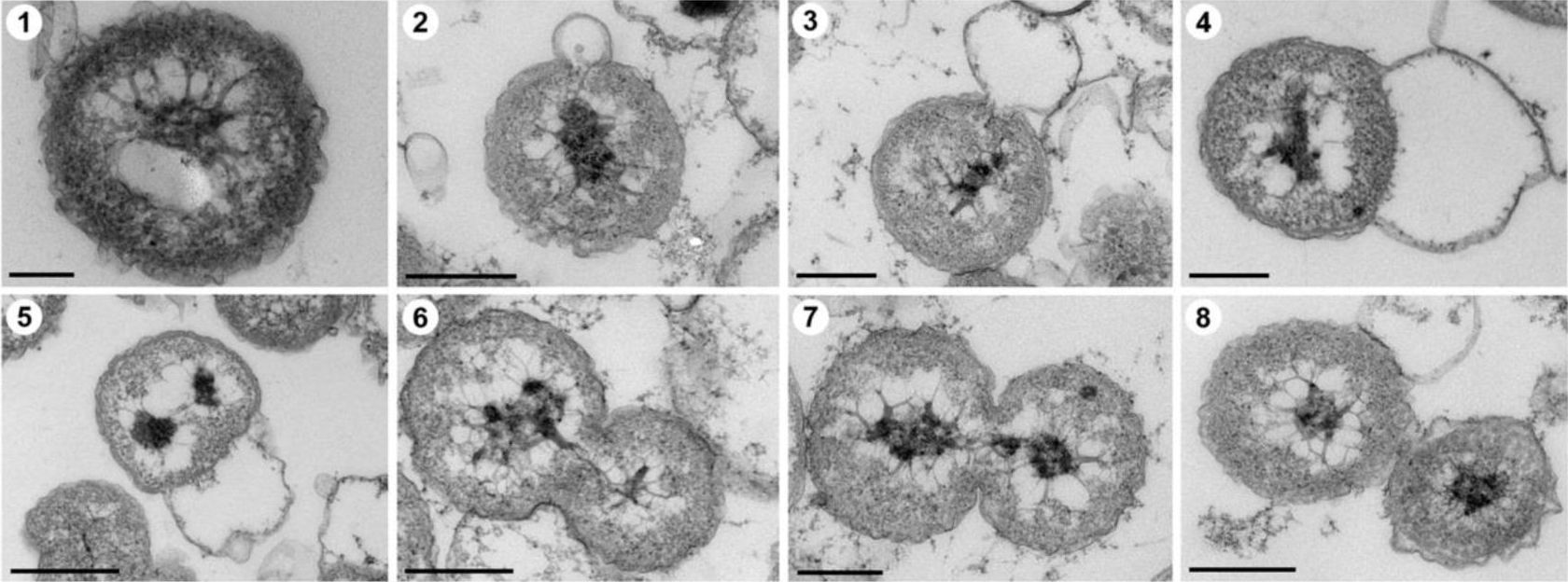
Zellteilungsphasen am Beispiel von „P. heterotrophicis“ ZRK32. TEM-Aufnahme von Ultradünnschnitten. Balken jeweils 200 nm.

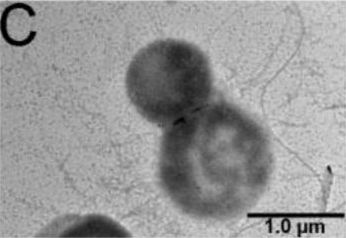
Knospende Zelle von „P. heterotrophicis“ ZRK32

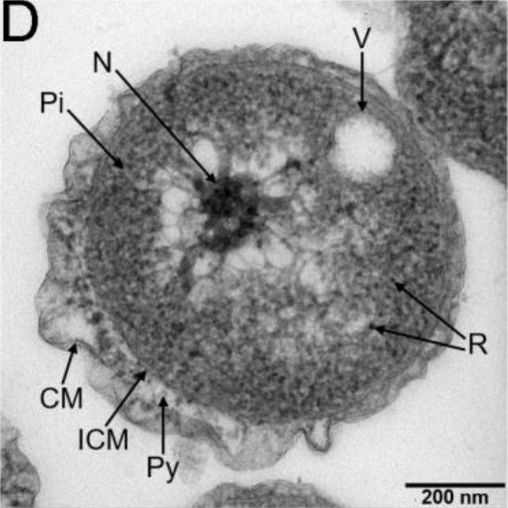
TEM-Aufnahme von Ultradünnschnitten von Zellen des Stammes „P. heterotrophicis“ ZRK32. Abkürzungen:
CM äußere Zellmembran, Pi: Zytoplasma, R: Ribosom, N: Nukleoid, Py: Periplasma,
ICM: innere/Zytoplasmamembran,
V: vesikelartige Organellen.

Der Referenzstamm ZRK32T wurde am 20. Juli 2018 aus dem Sediment einer Tiefsee-Kaltwasserquelle (englisch deep-sea cold seep sediment) im Nordwest-Pazifik (Südchinesisches Meer, chinesisch Nanhai) isoliert.
Die Zellen des Bakterienstamms ZRK32 sind kugelförmig (sphärisch) bei einem Durchmesser von etwa 0,4–1,0 μm, sie haben ein einzelnes polares Flagellum. Der Temperaturbereich für das Wachstum liegt bei 4–32 °C mit einem Optimum bei 28 °C, der ph-Bereich bei 6,0–8,0 (Optimum: pH 7,0) und die Salzkonzentration (NaCl) bei 0,5 % bis 5,0 %. Diese Bakterien sind streng anaerob, ihre Vermehrung erfolgt durch Knospung.
Die Kultivierung war in Zwischenschritten über eine Anreicherungskultur möglich, indem ein mit Rifampicin und verschiedenen Stickstoffquellen angereichertes Kulturmedium verwendet wurde.
Die genomischen, physiologischen und phylogenetischen Analysen zeigten, dass der nächste verwandte Bakterienstamm Poriferisphaera corsica KS4T ist, aber dass es sich hier um eine neue Spezies (Art) der Gattung Poriferisphaera handelt, für die von den Autoren den Namen P. heterotrophicis vorschlugen.
Der G+C-Gehalt des Genoms von „P. heterotrophicis“ ZRK32T beträgt 46,28 mol%.
Wachstumstests und Analysen des Transkriptoms zeigten, dass reichhaltige Nährstoffe oder eine Supplementierung mit Nitrat (NO3−) oder Ammonium (NH4+) das Wachstum des Planctomycetenstamms ZRK32T fördern, indem sie die Energieproduktion durch den Citratzyklus (tricarboxylic acid (TCA) cycle) und die Glykolyse (Embden-Meyerhof-Parnas-Weg, EMP-Weg) erleichtern.

### Phage-ZRK32

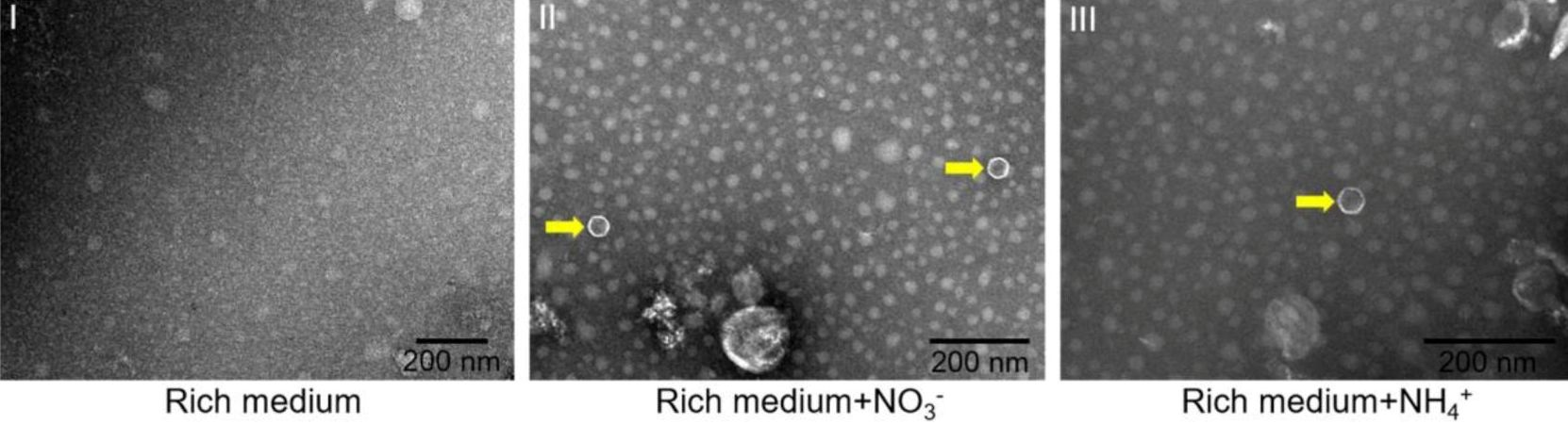
Beobachtung und Funktionsprüfung des durch NO₃- oder NH₄⁺ induzierten chronischen Bakteriophagen „Phage-ZRK32“ von „P. heterotrophicis“ ZRK32

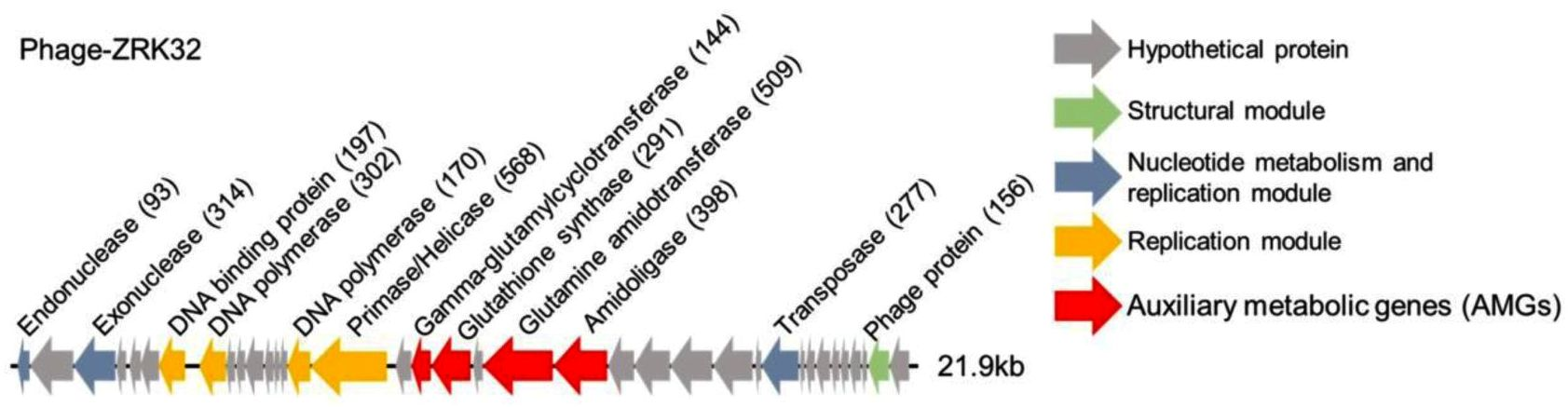
Genomkarte von „Phage-ZRK32“

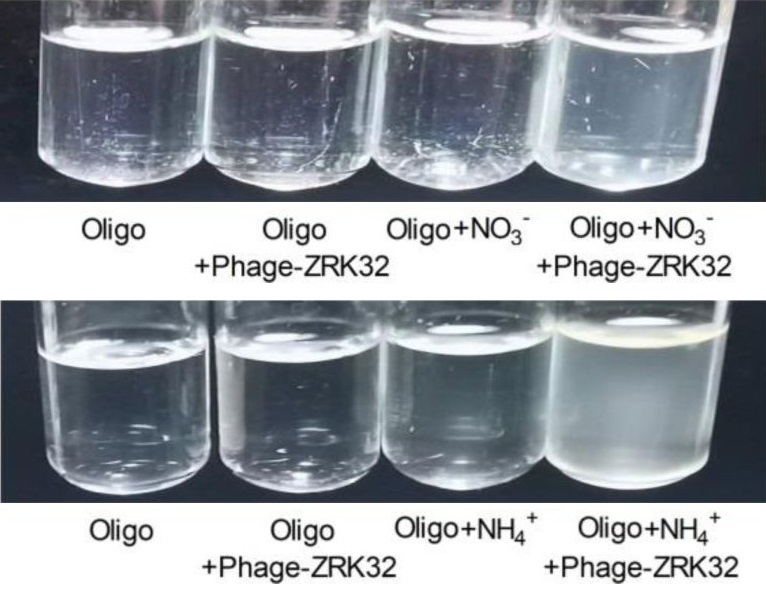
Bakterienwachstum des aeroben Meeresbakteriums Pseudomonas stutzeri (Stamm 273), kultiviert ohne und mit Phage-ZRK32

Außerdem veranlasste die Supplementierung mit NO3− oder NH4+ den Bakterienstamm ZRK32T zur Freisetzung eines Bakteriophagen. Diese Freisetzung erfolge offenbar ohne Lyse, sondern langsam nach und nach („chronisch“, vgl. Lysogener Zyklus).
Dieser als Phage-ZRK32 bezeichnete Bakteriophage ermöglichte es dem Bakterienstamm ZRK32T, Stickstoff durch von ihm zur Verfügung gestellte  „Hilfs-Stoffwechselgene“ (auxiliary metabolic genes, AMGs) zu metabolisieren.
Interessanterweise war der Phage offenbar auch in der Lage, für ein ganz anderes Bakterium, nämlich den Stamm Pseudomonas stutzeri 273 (Gammaproteobacteria), ganz dasselbe zu leisten.
Phage-ZRK32 wurde vorläufig als Mitglied der Gattung Krylovvirus (Klasse Caudoviricetes vom Morphotyp der Podoviren) klassifiziert.
Da diese Viren üblicherweise sehr wirtsspezifisch sind, bedarf diese Klassifizierung und die Klärung der Frage, wie Phage-ZRK32 seine Hilfs-Stoffwechselgene dem Bakterium P. stutzeri 273 zur Verfügung stellt, noch eingehender Untersuchungen. Dazu gehört auch die Frage, auf welche Weise genau Phage-ZRK32 seinen natürlichen Wirt „P. heterotrophicis“ ZRK32 verlässt. Das Team will seine Arbeit daher fortsetzen, um solche noch ausstehenden Fragen zu klären.